# 南川景天
南川景天（学名：Sedum rosthornianum）为景天科景天属的植物，是中国的特有植物。分布于中国大陆的四川等地，生长于海拔1,500米的地区，一般生于山坡草地上，目前尚未由人工引种栽培。